# Kimura Nova União
Kimura Nova União é uma de rede de academias desportivas brasileira com foco no Jiu-Jitsu Brasileiro, Muay Thai e MMA com atuação no seu país de origem, além dos Estados Unidos, Japão e Noruega fundada em 12 de outubro de 1993 em Natal, no Rio Grande do Norte. A partir de novembro de 1997, a academia, que se chamava somente Kimura, se uniu a academia Nova União e mudou seu nome para o nome atual. Foi campeã da Copa do Mundo de Jiu-Jitsu em 2004. Alguns de seus notórios alunos são Renan Barão, Ronny Markes e Jussier Formiga. Gleison Tibau é ex-aluno.

## Títulos

### Jiu-Jitsu
Faixas Preta
- Ademir Junior (Sustagem)
- Adriano Araujo (Koringa)
- Alessandro Fernandes (Feliz)
- Amilca Filho
- André Braz (Carioca)
- Andrerson Dantas
- Airton Viana
- Breno Brígido
- Bruno Cesar
- Bruno Rocha (Gordo)
- Caio Alencar
- Carlos Eduardo (Big)
- Cleiton Xavier
- Damião Matias (Gibi)
- Daniel Felipe
- Danilo Martins
- Dinarte Silva
- Edjonson Andrade
- Elias Botelho
- Fabio Luiz (Bolinho)
- Flavio Rogério
- Francisco (Chicao)
- Gustavo Mendes (Gustavinho)
- Helman PQD
- Henrique Bombeiro
- Helder Lima
- Hérico Pereira (Russinho)
- Jean Kleber
- João Costa (Touro)
- João Neto
- Jonas Muniz
- Jonas Silvestre
- Jorge Rodrigues
- José Carlos
- Junior José Dias
- Jussier Formiga
- Lazaro Sousa (Labu)
- Leonardo Sousa (Peta)
- Luzivam
- Luis Padilha
- Luciano Lima
- Luciano Gerson
- Marcelo Ferreira
- Marcelo Pedreira
- Marcello Jornal
- Marcio Araujo
- Marcílio Vitórino
- Marcos Luna
- Marcus Aragão
- Marcus Vinicius
- Michael Pantera
- Michael Siqueira
- Michele Tavares
- Munir Said
- Naome Suzuki
- Nilson Carvalho (Scooby)
- Rafael Amaral
- Rafael dos Santos
- Railson Fagner
- Renan Barão
- Renato Carvalho
- Renato Gurgel
- Robson Dantas (Robinho)
- Sandra Inacio
- Sergio Eduardo (Pipa)
- Teofilo Said
- Thiago Spineli
- Tibério Franca
- Washinton Guimarães
- Wellenstein Guimarães
- Wendel Macedo (Galixto)
- Wilson Junior
- Rafael Santos (Jardim - Ceará)
- Yoshinori Marimitsu - Japa (Juazeiro do Norte - Ceará)

### MMA
- Renan Barão, ex-detentor do Cinturão dos Pesos Galos do UFC.[2]
- José Aldo, ex-detentor do Cinturão dos Pesos Penas do UFC.
- Eduardo Dantas, ex-detentor do Cinturão dos Pesos Galos do Bellator.
- Jussier Formiga, ex-detentor do Cinturão dos Pesos Moscas do Shooto e lutador do UFC.[3]
- Leo Santos, campeão Peso meio-médio do The Ultimate Fighter: Brasil 2.